# Diritto di opzione
Il diritto di opzione è il diritto dei soci attuali di venire preferiti a terzi nella sottoscrizione di aumento del capitale sociale a pagamento. La disciplina del diritto di opzione è regolata dall'art. 2441 del Codice civile. 

## Oggetto
Secondo il Codice, oggetto del diritto di opzione è rappresentato dalle azioni di nuova emissione e dalle obbligazioni convertibili in azioni che sono emesse dalla società. Il diritto di opzione spetta ad ogni azionista, in maniera proporzionale al numero di azioni da esso già possedute.
La società ha l'obbligo di concedere un termine per l'esercizio del diritto, non inferiore a quindici giorni, ai sensi del secondo comma dell'art. 2441 c.c. (in caso di società quotate il termine minimo è di quindici giorni, come previsto dall'art. 134 del T.u.f.); tale termine inizia a decorrere dal momento in cui viene iscritta l'offerta di opzione del registro delle imprese. I soci possono tuttavia decidere all'unanimità di rinunciare a tale termine.

## Azioni non optate
In caso vi siano azioni rimaste non optate, gli amministratori sono obbligati a seguire particolari procedure, non essendo essi liberi di collocarle secondo il proprio piacimento.
- Se si tratta di azioni non quotate: chi ha esercitato il diritto di opzione gode del diritto di prelazione sulle azioni inoptate, ma solo se ne fa richiesta al momento dell'esercizio del diritto di opzione.
- In caso di azioni quotate: gli amministratori - per conto della società - devono offrire sul mercato regolamentato i diritti di opzione residui; il ricavato andrà a far parte del patrimonio sociale.

Qualora gli azionisti non esercitino il diritto di prelazione o tali diritto rimangano invenduti sul mercato regolamentato, le azioni di nuova emissione possono venire collocate senza alcuna restrizione.

## Esclusione del diritto di opzione
Il diritto di opzione può essere escluso ex lege se le azioni di nuova emissione, secondo la deliberazione di aumento del capitale, devono essere liberate mediante conferimenti in natura. Inoltre, nelle società con azioni quotate, lo statuto può prevedere l'esclusione del diritto di opzione nella misura del dieci per cento del capitale sociale preesistente, a patto che il prezzo di emissione corrisponda al valore di mercato delle azioni e ciò sia confermato in apposita relazione dal revisore legale o dalla società di revisione legale (art. 2441, 4° comma).
Altro caso di esclusione del diritto di opzione è quello statuito dal comma 5° dell'art. 2441, cioè quando l'interesse della società lo esige. 
In entrambi i casi, è obbligatorio che le nuove azioni vengano emesse con sovrapprezzo, in modo tale da ridurre il danno patrimoniale subito dagli azionisti attuali. È facoltà della società quello di stabilire l'ammontare del prezzo di vendita, in base al valore del patrimonio netto, tenendo conto, per le azioni quotate in mercati regolamentati, anche dell'andamento delle quotazioni nell'ultimo semestre (comma 6°).
Il comma 8° prevede inoltre l'esclusione del diritto se, a seguito di delibera dell'assemblea straordinaria, le azioni di nuova emissione sono offerte in sottoscrizione ai dipendenti della società o di società che la controllano o che sono da essa controllate.
3

## Opzione indiretta
Secondo il comma 7° dell'art. 2441, il diritto di opzione non viene escluso qualora le azioni di nuova emissione siano sottoscritte da banche, da enti o società finanziarie soggetti al controllo della CONSOB, ovvero da altri soggetti autorizzati all'esercizio dell'attività di collocamento di strumenti finanziari, con l'obbligo di offrirle poi agli azionisti nel rispetto della disciplina del diritto di opzione. Questa forma di collocamento delle azioni è definita opzione indiretta.